# João Lopes de Sequeira
John Lopes de Sequeira, né en 1480 au château de Alandroal et mort 1529 à Lisbonne, est un noble portugais. 
Il est le fondateur et le capitaine de la forteresse de Santa Cruz Cap Gué.

## Biographie
João Lopes de Sequeira est le fils du maire de Alandroal, Lopo Vaz de Sequeira et de son épouse Cecilia de Menezes. Il est le frère du gouverneur de l'Inde, Diogo Lopes de Sequeira. 
Il épouse D. Brites (ou Briantriz) de Leme, avec qui il a Catherine de Menezes et Cecília de Menezes, cette dernière mère de Diogo de Meneses, gouverneur de l'Inde. 
D'une maîtresse maure il a une fill, Meriâm de Sequeira née au début de 1511 dans la forteresse de Santa Cruz do Cabo de Gué et décédée en 1553. Elle est la mère du seigneur Brahim Aït-Tinkirt al-Burtughali (1529-1578) époux de Fatima Al-Ghâzi (1536-1617).

### Fondation de laforteresse du Cap de Guer
Sequeira construit la forteresse du Cap de Guer (Cap Ghir) à partir de la seconde moitié de 1505. À cette fin, les arsenaux du royaume lui fournissent un château préfabriqué en bois, ainsi que les armes et l'artillerie nécessaires, pour une valeur de 347 251 reals. 
Sequeira a également érigé le château de Bem Mirão.

### Conflit avec les Maures
En 1506, selon Léon l’Africain, lorsque la forteresse de pierre et de chaux n’est pas encore terminée, les tribus Haha et du Souss sont venues l’attaquer pour « récupérer » la forteresse de « Guarguessem ». Ils reçoivent l'aide de gens de terres lointaines et ils élisent le chérif Muhammad al-Qaim, comme chef de la flotte. Alors que le siège dure et que beaucoup de gens meurent, les habitants du Souss concluent un pacte avec le chérif mettant à sa disposition une troupe de 500 chevaux pour combattre les chrétiens. Il utilise ces forces pour occuper la région et s'emparer du pouvoir.
Le 18 août 1511, le château est à nouveau entouré de tribus qui restent plusieurs jours devant le fort. Plus d'une centaine de Maures ont été tués à ce moment-là. Il est possible que ces tribus aient à nouveau été placées sous le commandement de Muhammad al-Qaim et de ses fils, Ahmed al-Araj et Mohammed ech-Cheikh. Peu de temps après, probablement à la fin de 1512, le capitaine João Lopes de Sequeira ne peut plus se maintenir au Castelo Bem Mirão.

### Abandon du site à la couronne du Portugal
Sequeira quitte le poste et rentre au Portugal. Il est encore fait mention de João Lopes de Sequeira en septembre 1529 où João III du Portugal confirme le contrat et, en novembre 1544, ce même contrat est à nouveau confirmé, cette fois-ci avec sa fille, ce qui permet de conclure que Sequeira est décédé entre ces deux dates.

## Descendance
Il a épousé Brites Briantriz de Leme :
- Catarina de Menezes, épouse d'António Pereira Marramaque, né vers 1500 seigneur de Basto[1],[2]
- Cecília de Menezes, épouse de Diogo de Menezes, Maire de Castelo Branco[3]

Et de sa concubine Umm Meriâm de Mesguina (?-1534) :
- Meriâm Sequeira de Santa Cruz (1511-1553), épouse de Si Hmad ben Mbark Aït-Tinkirt (1504-1573)[5].